# 尖齒小鮭脂鯉
尖齒小鮭脂鯉為輻鰭魚綱脂鯉目脂鯉亞目鮭脂鯉科的其中一種，為熱帶淡水魚，分布於非洲各大淡水流域，體長可達9公分，棲息在水質清澈、流動或不流動的開放水域，屬雜食性，以昆蟲、甲殼類等為食，生活習性不明，可作為觀賞魚。

## 扩展阅读
維基物種上的相關：尖齒小鮭脂鯉